# Dexter Fletcher
Dexter Fletcher (Enfield kerület, 1966. január 31. –) angol színész és filmrendező. 
Színészként szerepelt a Bugsy Malone (1976) és A Ravasz, az Agy és két füstölgő puskacső (1998) című filmekben. Feltűnt olyan televíziós sorozatokban, mint Az elit alakulat és a Hotel Babylon.
Rendezőként a 2011-es Wild Bill című bűnügyi filmmel debütált. 2015-ben az Eddie, a sas című életrajzi film rendezője volt. 2018-ban a Queenről szóló Bohém rapszódia forgatásának utolsó két hetében átvette Bryan Singertől a rendezői széket. 2019-ben a szintén életrajzi jellegű zenés filmet, az Elton John életéről szóló Rocketmant rendezte.

## Filmográfia

### Film

#### Rendező
| Év   | Magyar cím      | Eredeti cím             | Feladatkör        | Feladatkör | Feladatkör          | Megjegyzések |
| Év   | Magyar cím      | Eredeti cím             | Rendező           | Író        | Vezető filmproducer | Megjegyzések |
| ---- | --------------- | ----------------------- | ----------------- | ---------- | ------------------- | --- |
| 1999 |                 | Let the Good Times Roll | Nem               | Igen       | Nem                 | rövidfilm |
| 2010 |                 | Just for the Record     | Nem               | Nem        | Igen                | |
| 2010 |                 | Dead Cert               | Nem               | Nem        | Igen                | |
| 2011 |                 | Wild Bill               | Igen              | Igen       | Nem                 | |
| 2013 |                 | Sunshine on Leith       | Igen              | Nem        | Nem                 | |
| 2015 | Eddie, a sas    | Eddie the Eagle         | Igen              | Nem        | Nem                 | |
| 2018 | Bohém rapszódia | Bohemian Rhapsody       | Nincs feltüntetve | Nem        | Igen                | A forgatás utolsó két hetében váltotta le Bryan Singer rendezőt. A DGA szabályai szerint csak vezető producerként tüntették fel a stáblistán. |
| 2019 | Rocketman       | Rocketman               | Igen              | Nem        | Nem                 | |
| 2022 | Az ajánlat      | The Offer               | Igen              | Nem        | Igen                | rendező (2 epizód) |
| 2023 |                 | Ghosted                 | Igen              | Nem        | Nem                 | |

#### Színész
- Hosszú nagypéntek (1980)
- Az elefántember (1980)
- Amerika fegyverben (1985)
- Caravaggio (1986)
- Gótika, avagy a szellem éjszakája (1986)
- Hódító PC-ABC (1989)
- Őrült majom (1989)
- Lidércfény (1996)
- Öten a szigeten (1997)
- Az ember, aki túl keveset tudott (1997)
- A Ravasz, az Agy és két füstölgő puskacső (1998)
- Tingli-tangli (1999)
- Merülés a félelembe (2002)
- Torta (2004)
- Trisztán és Izolda (2006)
- Csillagpor (2007)
- Az utolsó ellenség (2008)
- Álmaim élete (2008)
- Elveszett kincsek kalandorai (2008)
- Kés és golyó (2010)
- A három testőr (2011)
- Londoni zombivadászok (2012)
- Muppet-krimi: Körözés alatt (2014)
- Huligán háború (2014)
- Duplarandi (2017)
- Végállomás (2018)

### Televízió
- A nyomorultak (1978)
- The Bill (1989-1992)
- Press Gang (1989-1993)
- Salamon, a zsidók királya (1997)
- Az elit alakulat (2001)
- A szűz királynő (2006)
- Hotel Babylon (2006-2009)
- Robin Hood (2007)
- Kívülállók (2009-2010)
- Halál a paradicsomban (2013)